# Битка за Крим
Битката за Крим е проведена между 17-а армия на германския Вермахт и атакуващия 4-ти украински фронт на Съветския съюз в периода от 8 април до 12 май 1944 г.

## Планиране
Главното командване на Вермахта прехвърля отговорността за защитана на Крим на 17-а армия, под командването на Ервин Йенеке. Тя се състои от пет германски и седем румънски дивизии и наброява 200 000 войници, 3600 оръдия и минохвъргачки, 215 танка и 150 самолета. На много пъти Ерих фон Манщайн, Паул Лудвиг Евалд фон Клайст, Курт Цайцлер и румънският диктатор Йон Антонеску предлагат на Адолф Хитлер да евакуира войските от Крим. Той обаче се съпротивлява да даде заповедта. Когато съветското нападение започва, Хитлер одобрява евакуацията. За главен отбранителен град е избран Севастопол, който на всяка цена трябва да бъде защитен. Пет дивизии са разположени на север, четири се намират на Керченския полуостров, а три охраняват крайбрежието.
Съветските планове предвиждат възпрепятстване на германската евакуация. 4-ти украински фронт на Фьодор Толбухин се състои от 470 000 души, 5982 оръдия и минохвъргачки, 559 танка и самоходни лафета и 1250 самолета.

## Развитие на битката
Битката започва на 8 април. След два дена германската защита е преодоляна. 2-ра гвардейска армия започва настъпление към Армянск, а 51-ва армия заобикаля немско-румънските войски. За да избегнат обсадата, немско-румънските съединения започват отстъпление. През нощта срещу 11 април войските под командването на Андрей Ерьоменко атакуват и на сутринта превземат Керч. На 13 април пада и Симферопол. На 15/16 април Червената армия достига Севастопол и след дълги приготовления атакува чак на 5 май, защото едва в развитието на битката разбира колко е силна германската защита. На 1 май Ервин Йенеке е освободен от длъжност от Карл Алмендингер, защото предварително счел битката за загубена. Севастопол е завладян на 9 май от съветски войски, а вражеските войски са изтласкани (близо 30 000 души). С надежда да бъдат евакуирани по-скоро германците продължават битката. 21 000 войници, които в крайна сметка оживяват, се предават на съветските войски.

## Последствия
Загубите на 17-а армия възлизат на близо 100 000 войници (от тях 62 000 пленници), отнети са цялостното тежко въоръжение и съоръжения. Според данни, предоставени от германците, между 3-ти и 13 май в Черно море се удавят 42 000 души, след като корабите им са потопени от Червената армия, военноморските сили и съветските самолети. Загубите за съветската армия възлизат на 85 000 души (от тях 18 000 мъртви), 500 оръдия, 170 танка и 180 самолета.
След победата Черноморският флот на Съветския съюз отново прави Севастопол своя главна база.126 съветски войници са наградени със званието Герой на Съветския съюз.